# Kefta hrech
La kefta hrech (en arabe : الكفتة حرش) est un tajine typique originaire de la ville de Rabat au Maroc.

## Préparation

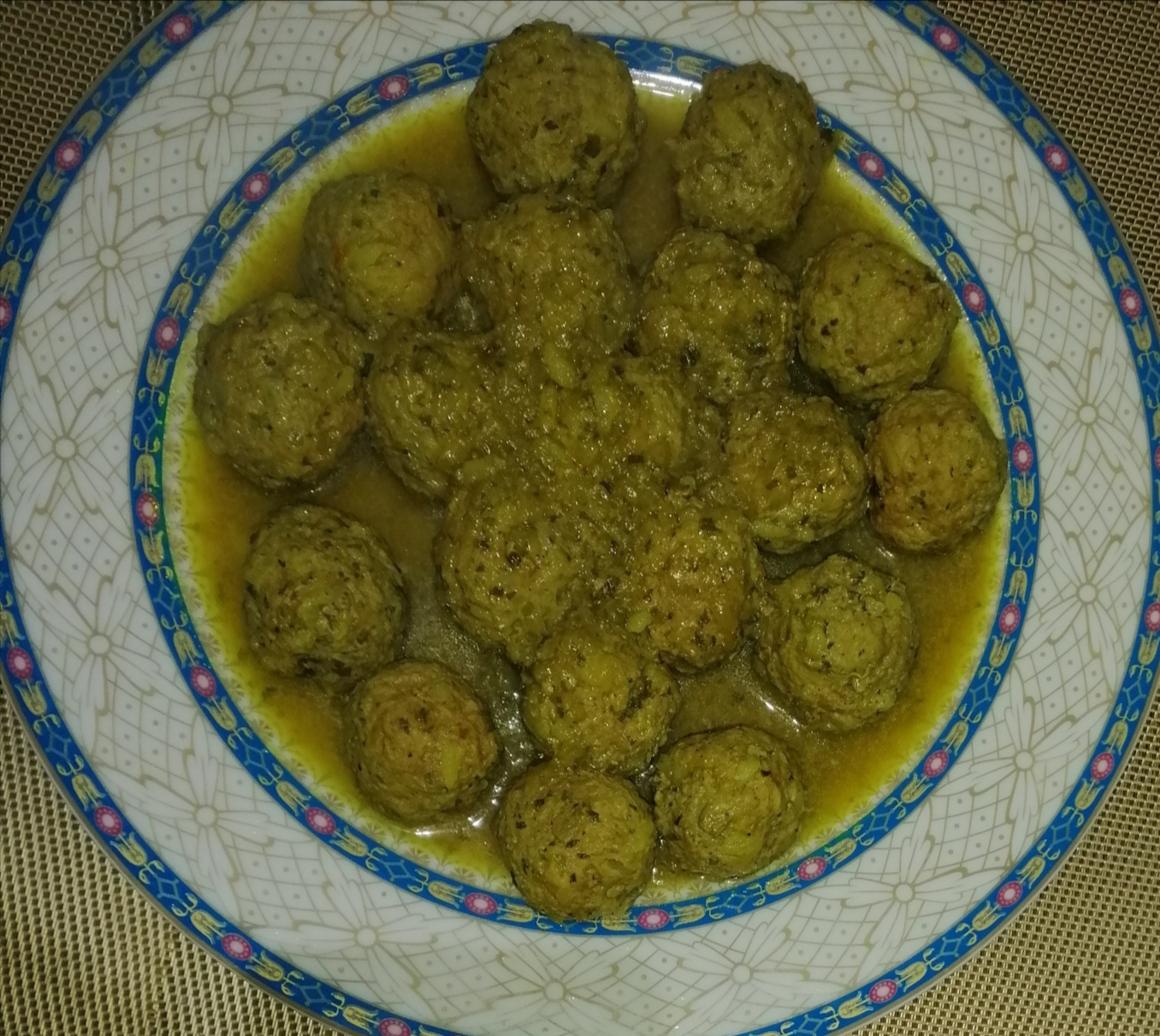
Assiette de kefta hrech.

Le plat est composé essentiellement de boulettes de viande de bœuf hachée mélangées avec du riz et des oignons, le tout assaisonné de sel, de poivre et de curcuma. Au mélange s'ajoute le jaune d'œuf pour l'homogénéiser.
Les oignons hachés sont sautés à un peu d'huile végétale et une noisette de beurre fermenté dans une casserole avec plusieurs condiments, notamment le sel, le poivre, le safran, le curcuma, un morceau d'écorce de cannelle et du persil haché.
On forme, avec le mélange ainsi obtenu, des boulettes qui sont ensuite déposées dans une casserole avec un peu d'eau où elles cuiront pendant quelques minutes.

## Utilisation
La kefta hrech est servie chaude, parfois comme menu de secours, notamment lorsque des invités arrivent à l'improviste, du fait que sa préparation et sa cuisson ne demandent pas beaucoup de temps.
Ce plat est également consommé à la ville de Salé par les familles anciennes de Salé ainsi que par les familles citadines de la ville d'Azemmour.